# كلاب الشغب
كلاب الشغب هو مصطلح يستخدم من قبل وسائل الإعلام الناطقة باللغة الإنجليزية للإشارة إلى أي كلاب ضالة تصاحب المحتجين في الشوارع في أثينا في اليونان خلال السنوات الأخيرة.
وقد تمت ملاحظة أن مجموعة من هذه الكلاب تبقى بين المحتجين حتى في حالة اندلاع أعمال شغب عنيفة. وقد تم إبراز بعض هذه الكلاب بشدة في التقارير الإعلامية حول المتظاهرين. وقد جذبت كلاب الشغب، على مدار السنوات، عددًا كبيرًا من المشجعين في مختلف أرجاء العالم.

## الكلاب
يمكن أن نقول إن كانيلوز (يحمل الاسم معنى القرفة بالإنجليزية)، وهو من الكلاب الذكور الشقراء بشكل مميز والهجينة، ربما يكون أول تجسيد لكلب الشغب اليوناني. وقد ظهر للمرة الأولى في الصور الفوتوغرافية التي تم التقاطها لتجمع عام من الطلاب في الجامعة الفنية القومية في أثنيا التي كانت محتلة من جانب المحتجين. وقد أصبح كانيلوز شهيرًا في شغب اليونان 2008، عندما بدأ المصورون الفوتوغرافيون والسينيمائيون ملاحظة وجود كلب استمر في الظهور في اللقطات التي يصورونها. وقد ظهر أن هذا الكلب الضال دائمًا يسير بين المحتجين وبجوارهم.
وحسب التقارير التي نُقلت عن شهود عيان، عانى كانيلوز، في أواخر أيامه، من التهاب المفاصل، والذي دفع مجموعة من الطلاب إلى تجميع الأموال وشراء كرسي متحرك لهذا الكلب. وقد سمح له ذلك بالحياة في الأماكن المغلقة، بين الطلاب، إلى أن مات.
ثودوريس هو كلب يشبه كانيلوز، ويعتقد أنه أحد جراء كانيلوز. ولون ثودوريس ذهبي فاتح، وهو كلب هجين، ورغم كونه كلبًا ضالاً، إلا أنه يبدو أنه حصل على كل الحقن الطبية اللازمة، كما يبدو من طوقه الأزرق.
تواجد لوكانيكوس (يحمل الاسم معنى النقانق بالإنجليزية) أو الشهير باسم لوك، والذي يخلط الإعلام في بعض الأحيان بينه وبين كانيلوز، تقريبًا في كل الاحتجاجات الحديثة في اليونان في السنوات القليلة الماضية.
وبشكل ظاهري، أصبح هذا الكلب الضال رمزًا للاحتجاجات اليونانية ضد إجراءات التقشف الصادرة عن صندوق النقد الدولي (IMF) والبنك المركزي الأوروبي (ECB).
وهناك حالة من عدم اليقين حول كون لوكانيكوس ثودوريس هما في الواقع يشيران إلى كلب واحد.
وفي سبتمبر عام 2011، وفي أثناء مسيرة لاتحاد رجال الشرطة المضربين في وسط أثينا، قال شهود عيان إن لوكانيكوس  كان «مترددًا في بداية الأمر» بين جانبين متعارضين من رجال الشرطة الذين يرتدون ملابس رسمية، إلا أنه عندما بدأت وحدات شرطة مكافحة الشغب في مهاجمة زملائهم المضربين، أخذ الكلب جانب «أولئك الذين كانت تتم مهاجمتهم».

## في مجال الثقافة
في عام 2011، قام المغني/كاتب الأغاني الأمريكي ديفيد روفيكس بإصدار أغنية & (The Riot Dog) أو «ذا رايوت دوج».

## معرض الصور

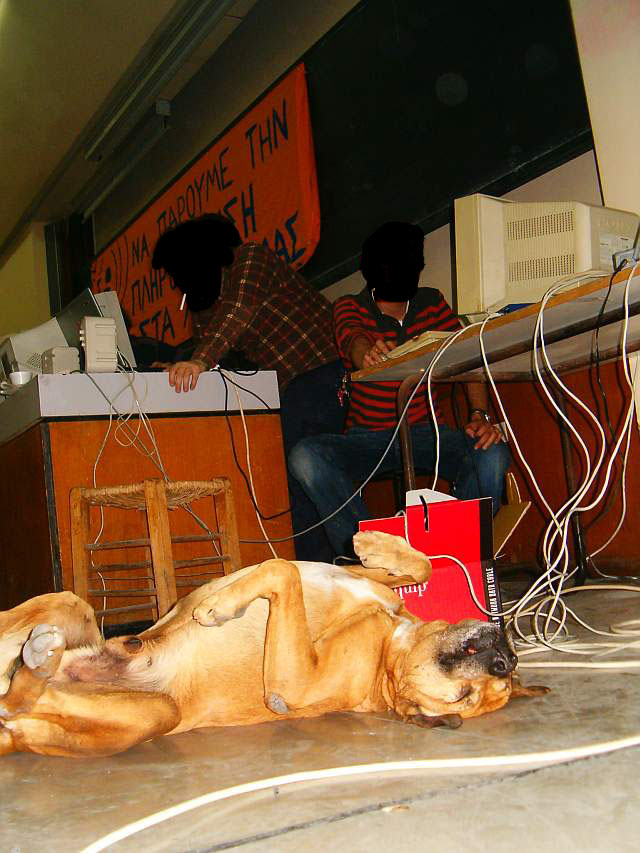
كانيلوز بالقرب من منضدة المتحدثين في الاجتماع العام للطلاب، في الجامعة الفنية القومية في أثينا، حوالي عام 2007

## لقطات الفيديو
- «كلب النقانق، كلب الشغب في اليونان»، تقرير من رويترز
- «كلب الشغب في الخطوط الأولى في اليونان»، بي بي سي نيوز
- «كلب الشغب يقف في مكانه أثناء تظاهر رجال الإطفاء اليونانين في وسط أثينا - السادس والعشرين من مارس، 2009»، وسائل إعلام مستقلة

## وصلات خارجية
- Kanellos | Facebook
- Louk | Facebook
- Loukanikos | Facebook
- "The Greek protest dog" picture gallery in الغارديان